# Eban and Charley
Pour plus de détails, voir Fiche technique et Distribution.
Eban and Charley est un film américain réalisé par James Bolton, sorti en 2001.

## Synopsis
Un ex-professeur de football de 29 ans, Eban (Brent Fellows), retourne dans sa ville natale pour vivre chez ses parents. Il se lie d'amitié avec Charley (Giovanni Andrade), un garçon de 15 ans. Ils entreprennent peu à peu une relation amoureuse, malgré la menace du père du jeune Charley (Ron Upton) qui prend conscience de la situation.
Ayant déjà perdu son travail à cause d'une histoire similaire, Eban doit décider si par amour il est prêt à prendre le risque d'être arrêté et mis en prison.

## Fiche technique
- Réalisateur : James Bolton
- Genre : histoire d’amour
- Éditeur DVD : Eklipse Vidéo
- Année de production : 2001
- Inédit au cinéma en France
- Sortie à la vente en DVD le 15 février 2003

## Distribution
- Giovanni Andrade : Charley
- Brent Fellows : Eban
- Ron Upton : le père de Charley

## Bonus DVD
- Scènes coupées (30 minutes)
- Bande-annonce
- Galerie de photos animée
- Interview de James Bolton
- L'équipe du film
- Casting de Giovanni Andrade